# American Rescue Plan
American Rescue Plan là một gói kích thích kinh tế 1,9 nghìn tỷ đôla Mỹ do Tổng thống Joe Biden đề xuất nhằm tăng tốc độ phục hồi của Hoa Kỳ từ hiệu quả kinh tế và sức khỏe của COVID-19 đại dịch và liên tục suy thoái. Ông dự kiến thông qua đây là một trong những dự luật đầu tiên của mình thành luật thông qua Quốc hội lần thứ 117. Được đề xuất lần đầu tiên vào ngày 14 tháng 1 năm 2021, gói này được xây dựng dựa trên nhiều biện pháp trong Đạo luật CARES.